# Puriri (rivière)
La rivière Puriri  (anglais : Puriri River) est un cours d’eau de la région de Waikato dans l’Île du Nord de la Nouvelle-Zélande.

## Géographie
Elle s’écoule vers l’ouest tout près du point où la Péninsule de Coromandel rejoint le reste de l’Île du Nord, atteignant le fleuve Waihou à 3 km à l’est de la ville de Turua.